# Pnyx

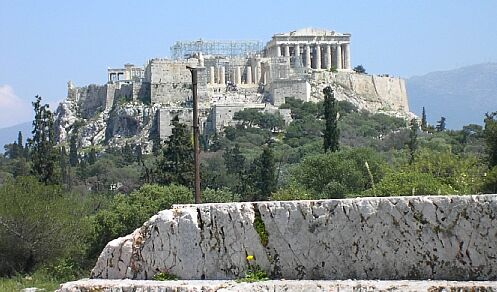
De akropolis gezien vanaf de Pnyx

De Pnyx is een heuvel in Athene, die ten westen naast de Akropolis ligt en in de archaïsche periode een rol heeft gespeeld in de politiek van het oude Athene. De heuvel ligt ten zuidwesten van de Agora. De zittingen van de Atheense Ekklèsia, de volksvergadering, werden vanaf de tweede helft van de 5e eeuw v.Chr., na de hervormingen van Kleisthenes, van de Agora naar de Pnyx verplaatst. De volksvergadering verhuisde weer later naar het Dionysustheater, dat ten zuiden zelfs nog dichter bij de Akropolis ligt.
De mensen zaten mogelijk op houten banken en brachten hun eigen voedsel, brood en wijn, naar de Pnyx mee. Het is zeer waarschijnlijk dat het de aanwezigen vrij stond te gaan zitten waar zij wilden en zich niet districts- of ‘partijgewijs’ groepeerden. Vanaf het sprekersgesteente, bèma, kon iedereen het woord tot de burgers richten. Men neemt aan dat de eerste 6000 mensen, het quorum, presentiegeld betaald kregen, hetgeen gedrang en rumoer bij de ingang van de Pnyx zal hebben veroorzaakt.
Interessant detail is dat er een duidelijke fysieke scheiding was tussen de agora en de ekklèsia op de Pnyx. Met andere woorden: het handeldrijven was gescheiden van het politieke bedrijf. Of, zoals Plato het aanduidde: behoeften en gulzigheid werden gescheiden van rechtvaardigheid en recht.